# تذكير
في علم الأحياء والطب، يشير مصطلح التذكير (بالإنجليزية: Virilization) إلى التطور الأحيائي لمثنوية الشكل الجنسية، والتغيرات التي تميّز جسم الذكر عن جسم الأنثى. تحدث معظم تغيرات التذكير بفعل هرمونات الأندروجين. ويشاع استخدام التذكير بصورة كبيرة في ثلاثة سياقات طبية وبيولوجية نوعية وهي: التمايز الجنسي قبل الولادة وتغيرات ما بعد الولادة عند بلوغ الذكر العادي وآثار زيادة إفراز هرمونات الاندروجين عند الإناث.

## التذكير في مرحلة ما قبل الولادة
في مرحلة ما قبل الولادة، يشير مصطلح التذكير إلى انغلاق العجان وترقق وتجعد الصفن ونمو الوذرة وانغلاق الثلم الإحليلي إلى طرف القضيب. وفي هذا السياق يكون الإذكار مرادفاً للتذكير.
إن التذكير في مرحلة ما قبل الولادة للأجنة الإناث ونقص التذكير للأجنة الذكور من الأسباب الشائعة لحالات الأعضاء التناسلية الغامضة والخنوثة.

### زيادة التذكير
يمكن أن يحدث التذكير (أو الإذكار) في مرحلة ما قبل الولادة لجنين أنثوي من الناحية التكوينية عندما يتم إفراز كمية زائدة من هرمون الأندروجين من الغدة الكظرية الجنينية أو عندما تفرز تلك الكمية الزائدة من الهرمون في دم الأم. وفي أشد أشكال فرط التنسج الكظري الخِلقي، يحدث تذكير تام لجنين أنثوي مما يؤدي إلى تكوين طفل ذكر طبيعي من الناحية الظاهرية ولكن مع عدم وجود خصيتين مجسوستين. ولكن في الغالب، يكون التذكير جزئياً وتكون الأعضاء التناسلية مزدوجة. كما يمكن أن يرتبط ذلك أيضاً بالتذكير بفعل هرمون البروجستيرون.

### نقص التذكير
قد يحدث نقص التذكيرعندما لا ينتج الجنين الذكر كمية كافية من الأندروجين أو عندما لا تستجيب أنسجة الجسم لهذا الهرمون. ويحدث نقص التذكير الشديد عندما لا يمكن إفراز كمية كبيرة من الأندروجين أو عندما لا يستجيب الجسم تماماً لهذا الهرمون مما يؤدي إلى تكون جسم أنثوي. وينتج نقص التذكير الجزئي أعضاء تناسيلة غامضة متوسطة بين الذكر والأنثى. وقد تنتج الدرجة المتوسطة من نقص التذكير قضيباً صغيراً نسبياً مع إحليل تحتي. ومن أمثلة نقص التذكير متلازمة نقص الأندروجين ونقص مختزلة ألفا 5 وبعض أشكال فرط التنسج الكظري الخِلقي.

## التذكير الطبيعي
عادةً ما يشير التذكير، في الاستخدام الشعبي والاستخدام الطبي، إلى عملية البلوغ في الذكر الطبيعي، حيث يقوم هرمون التستوستيرون بتغيير جسم الصبي ليصبح جسم رجل. وتضم تلك العلامات نمو القضيب والخصيتين، وتسارع وتيرة النمو، ونمو شعر العانة، والشعر الذكوري على الوجه والجذع والأطراف وخشونة الصوت، ونمو الجهاز العضلي وتغلظ الفك وبروز غضاريف الرقبة واتساع عظام الكتفين.

## التذكير الشاذ أثناء مرحلة الطفولة
يمكن أن يحدث التذكير أثناء مرحلة الطفولة لدى الأولاد أو البنات نتيجة زيادة إفرازات هرمون الأندروجين. ومن العلامات النموذجية للتذكير لدى الأطفال نمو شعر العانة وتسارع وتيرة النمو ونضوج العظام وزيادة القوة العضلية وظهور حب الشباب ورائحة جسم البالغين. وقد يكون التذكير في الأولاد دليلاً على البلوغ المبكر، ولكن قد يكون فرط التنسج الكظري الخِلقي والأورام التي تفرز الأندروجين (عادةً) في الغدة التناسلية أو الغدة الكظرية من الأسباب المحتملة لدى الأولاد والبنات.

## التذكير لدى المراهين أو النساء البالغات
قد يظهر التذكير على المرأة في شكل كبر حجم البظر وزيادة القوة العضلية وحب الشباب والشعرانية وانخفاض كثافة شعر مقدمة الرأس وخشونة الصوت وانقطاع الدورة الشهرية نتيجة غياب الإباضة.
ومن أمثلة الأسباب المحتملة للتذكير لدى النساء:
- متلازمة تكيس المبايض
- الأندروجين-الذي تنتجه أورام
  - المبايض
  - الغدة الكظرية (انظر أورام الغدة الكظرية)
  - الغدة النخامية (انظر ورم الغدة النخامية)
- نقص إفراز هرمونات الغدة الدرقية
- التعرض لـ ستيرويد ابْتِنائِيّ
- فرط التنسج الكظري الخلقي نتيجة نقص هيدروكسيلاز 21 (الاكتشاف المتأخر)
- العلاج الهرموني الاستبدالي (الأنثى إلى الذكر)
- ألدوستيرونية أولية